# マクラーレン・エルバ
- マクラーレン・エルヴァ

マクラーレン・エルバ (McLaren Elva) は、イギリスの自動車メーカーのマクラーレン・オートモーティブが開発した限定生産のスーパーカーである。

## 概要
2019年に発表された、マクラーレン初となるオープントップの市販モデルである。当初399台限定で生産される予定だったが、諸般の事情により249台のみの生産に変更された。価格は約2億円。
マクラーレンの市販モデルのうち最上位の「アルティメットシリーズ」に属しており、シリーズとしてはP1、セナ、スピードテールに引き続く第4弾となる。
エルバという名称はフランス語で「彼女が行く」という意味である。マクラーレン創業者のブルース・マクラーレンが1960年代に開発したオープントップレーシングカーのマクラーレン エルバM1Aなどにちなんで命名された。

## メカニズム
乾燥重量は1,148 kgと、マクラーレンによればこれまでに発売した車種の中で最軽量とされている。シャシ、ドア、シートなどがカーボンで制作され、軽量化が図られている。セナと共通のブレーキローターは390 mm以上という大径だが、チタン製キャリパーを使用することで、セナのブレーキローターよりも約1 kgの軽量化に成功している。
ミッドシップに搭載されるパワートレインは、セナやスピードテールと同様の4.0 L V型8気筒DOHCツインターボだが、セナが800 PSなのに対して、エルバは815 PSにアップデートされている。エキゾーストシステムはチタンとインコネルで作られ、エキゾーストチップはクワッドタイプで3Dプリントすることで制作されている。他、フルタイムのサスペンションと電子油圧式ステアリングを備えており、ハンドリングの向上を図っている。
また、サーキット走行を希望する顧客のために展開可能なロールバー保護システムが標準装備、オプションで6点式フルハーネスも用意される。

### AAMS
エルバは世界初となるアクティブ・エア・マネージメント・システム (Active Air Management System, AAMS)を搭載している。このシステムはフロントノーズから吸入された空気が、コクピット前部に備えられたフロントのクラムシェムから高速で排出される。これによって空気がコクピットの上部を通過するため、走行中のコクピットは泡で覆われたような静寂に包まれる。

## パフォーマンス
0-100 km/hまで2.8秒で加速し、0-200 km/hに6.7秒で到達する。最高時速は335 km/h。

## マクラーレン・エルバ・ウィンドスクリーン・バージョン
エルバのフロントウィンドスクリーン装着車は2021年に発表された。生産台数は149台。ルーフ、サイドウィンドウ、リアスクリーンは装備されない。レインセンシングワイパー、ウォッシャージェット、サンバイザー、ガラスヒーターが追加され、重量が約20 kg増加しているが、車のパフォーマンスは変わらないと発表されている。